# Charaxes kulalensis
Charaxes kulalensis är en fjärilsart som beskrevs av Van Someren 1971. Charaxes kulalensis ingår i släktet Charaxes och familjen praktfjärilar. Inga underarter finns listade i Catalogue of Life.